# Kanton Acheux-en-Amiénois
Kanton Acheux-en-Amiénois (fr. Canton d'Acheux-en-Amiénois) byl francouzský kanton v departementu Somme v regionu Pikardie. Skládal se z 26 obcí. Zrušen byl po reformě kantonů 2014.

## Obce kantonu
- Acheux-en-Amiénois
- Arquèves
- Authie
- Bayencourt
- Bertrancourt
- Bus-lès-Artois
- Coigneux
- Colincamps
- Courcelles-au-Bois
- Englebelmer
- Forceville
- Harponville
- Hédauville
- Hérissart
- Léalvillers
- Louvencourt
- Mailly-Maillet
- Marieux
- Puchevillers
- Raincheval
- Saint-Léger-lès-Authie
- Senlis-le-Sec
- Thièvres
- Toutencourt
- Varennes
- Vauchelles-lès-Authie